# Chelonarium errans
Chelonarium errans is een keversoort uit de familie Chelonariidae. De wetenschappelijke naam van de soort is voor het eerst geldig gepubliceerd in 1902 door Sharp.